# Zisterzienserkloster Szklane Domy

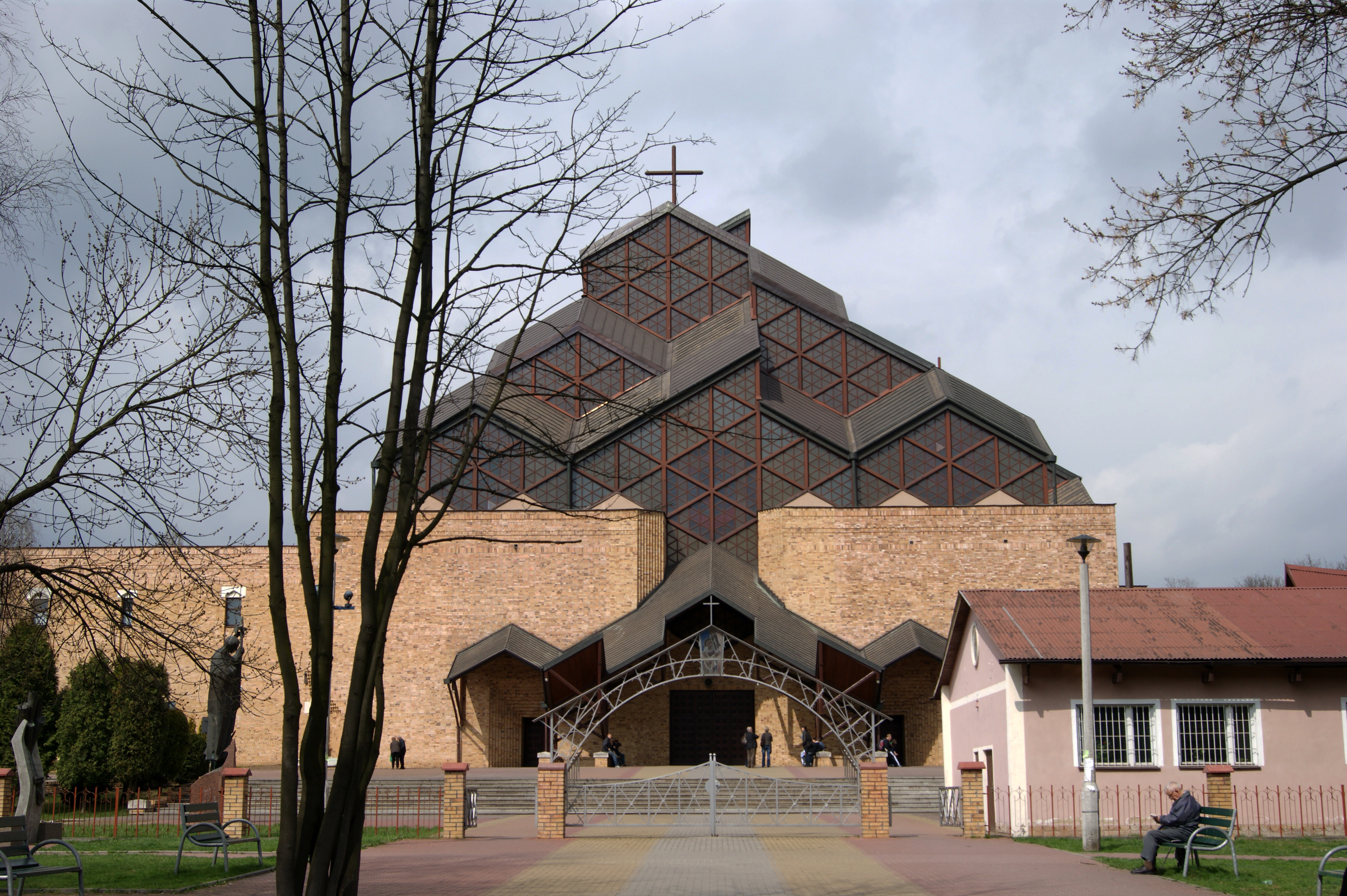
Kirche der Muttergottes von Tschenstochau und des sel. Wincenty Kadłubek in Szklane Domy

Das Zisterzienserkloster Szklane Domy ist seit 1990 ein Priorat der Zisterzienser in Krakau in Polen.

## Geschichte
Das Zisterzienser-Kloster Mogila in Krakau sah durch die Gründung der Arbeitervorstadt Nowa Huta die vom Kloster betreute Pfarrgemeinde derart anwachsen, dass 1978 mit Unterstützung des Kardinals Wojtyła beschlossen wurde, nördlich in geringer Entfernung vom Kloster am Ort Szklane Domy (Glashäuser) eine der Muttergottes von Tschenstochau (Kościół Matki Bożej Częstochowskiej) und dem seligen Wincenty Kadłubek gewidmete Kirche zu bauen, ferner ein Kloster und eine Schule, alles in einem Komplex. Zum Prior des Klosterkonvents, der durch Abspaltung aus Mogila gebildet wurde, sowie zum Pfarrer der neuen Gemeinde Johannes der Täufer und Unsere Liebe Frau von Tschenstochau wurde Pater Niward Karsznia (1933–2019) bestimmt (bis 2008). Mit der endgültigen Baugenehmigung von 1983 wurde ab 1984 gebaut. Das Kloster stand 1987 im Rohbau und konnte am 9. Oktober 1990 bezogen werden. Die Einweihung der Kirche fand 1995 statt. Vor dem Komplex steht eine lebensgroße Figur von Jerzy Popiełuszko.
Das Kloster gehört zur Kongregation Congregatio B.M.V. Reginæ Mundi seu Polona (Kongregation der heiligen Jungfrau Maria Weltenkönigin oder Polnische Kongregation) und trägt im Elenchus des Zisterzienserordens die Ordnungsnummer 11–01–01. Prior ist derzeit Franciszek Ferensztajn. Er untersteht dem Abt von Mogila, Piotr Marek Chojnacki (* 1966).